# معركة أنزاك كوف الثالثة
معركة أنزاك كوف الثالثة حدثت في 19 مايو 1915م، وهي محاولة للقوات العثمانية لإستعادة انزاك كوف من القوات البريطانية، تكبدت الدولة العثمانية خسائر كبيرة وفشلت في هذه المعركة رغم أن عدد جنودهم 42000 جندي.
وبدأ الهجوم التركي في الساعات الأولى من صباح 19 مايو، وقد فشل قبل منتصف النهار، وكان البريطانيون يتوقعون أن يواصل الأتراك هجومهم بسبب وصول المزيد من الألوية العثمانية، إلا أن ذلك لم يحدث وبدلا من ذلك في 20 و 24 مايو أعلن الطرفان هدنة لجمع الجرحى ودفن الموتى.

## أقرأ إيضاً
- معركة انزاك كوف الأولى
- معركة انزاك كوف الثانية